# Fuente del Arco
Fuente del Arco település Spanyolországban, Badajoz tartományban. Fuente del Arco Reina, Guadalcanal, Cazalla de la Sierra, El Real de la Jara, Monesterio, Casas de Reina, Trasierra és Puebla del Maestre községekkel határos. Lakosainak száma 660 fő (2024).

## Népesség
A település népessége az utóbbi években az alábbiak szerint változott:
| Lakosok száma | 808  | 740  | 744  | 750  | 758  | 719  | 702  | 688  | 681  | 660  |
|               | 2001 | 2004 | 2006 | 2009 | 2011 | 2014 | 2016 | 2019 | 2021 | 2024 |